# Grad Vikumberg
Grad Vikumberg (tudi Vinchimberch) je bil tipični srednjeveški grad, katerega ostanki so zelo dobro vidni v arheološki lokaliteti Lorencon pri Beki, v občini Hrpelje - Kozina v Sloveniji. Arheološka lokaliteta spada v območje Krajinskega parka doline Glinščice.

## Grad
Grad je bil izgrajen po istem modelu, ki so ga že preverili v Carsperchu, sedežu istoimenske rodbine, ki je dala zgraditi to utrdbo pri Beki. Umetno izkopan, širok, polkrožni jarek, je še danes najjasnejše pričevanje srednjeveške strukture. Jarek brani vrh vzpetine, na kateri je stal visoki kamniti stolp, okoli katerega je bilo zbranih več manjših stavb.

## Zgodovina gradu
Grad Vikumberg je edina utrjena struktura v širši okolici, za katero poznamo točen datum izgradnje. 25. maja 1249 je tržaški škof Ulrih dovolil Almeriku, sinu Ravina Karstberškega (Charsperch), da izgradi grad v kraju Dinga (gre za ledinski okraj Lorencon pri Beki).  Posel je vodil goriški grof z namenom, da bi ustvaril operativno bazo na tem območju, a na samotnem kraju.
V teku desetletij so pričevanja o gradu skromna, ker grad ni bil soudeležen v vojnih dogodkih, saj strateško ni bil pomemben. Po drugi strani, pa se je rodbina Vinchiberchov začela širiti po območju in je med drugim pridobila posesti v Mačkoljah, Prebenegu in Socerbu, nameravala je namreč ustvariti majhno gospostvo.
Leta 1342 grad postane uradno del premoženja goriških grofov. Slednji dovolijo leta 1361 Benečanom, da zgradijo novo trgovsko pot, ki gre mimo Klanca. Ta pot je nastala z namenom, da bi se izognili tržaškim dacarskim postajam. Iz teh razlogov, a tudi zaradi ekspanzionističnih teženj Tržačanov na tem prostoru, je padla odločitev, da se postopa z uničenjem utrdbe, ki je bila za primorsko mesto trn v peti. Pretveza je bila sklenitev akta iz leta 1249, v katerem se navaja, da gradu ne bo dovoljeno nikoli uporabljati v škodo škofa ali tržaške komune. Konec maja leta 1361 so grad zavzeli in ga uničili, saj komuna ni mogla izvajati pravic nad strukturo.